# Санчес, Педро (политик)
Пе́дро Са́нчес Пе́рес-Кастехо́н (исп. Pedro Sánchez Pérez-Castejón; род. 29 февраля 1972, Мадрид) — испанский государственный и политический деятель, экономист. Со 2 июня 2018 года — председатель правительства Испании. Генеральный секретарь Испанской социалистической рабочей партии (ИСРП) с 2014 года. Президент Социалистического интернационала с 25 ноября 2022 года.

## Биография
Родился в феврале 1972 года в Мадридском районе Тетуан, в семье госслужащего, позже ставшего бизнесменом.
В 1995 году получил степень бакалавра экономики в Мадридском университете, позже продолжил обучение в IESE Business School и Брюссельском свободном университете. В 2012 году получил степень доктора в Университете Камило Хосе Села.
Начал политическую деятельность в рамках Молодёжной организации ИСРП. Он работал политическим консультантом в Европейском парламенте в офисе Верховного представителя ООН по Боснии и Герцеговине и управлении партии. С 2004 по 2009 год входил в городской совет Мадрида. В 2008 году он стал преподавателем экономики в Университете Камило Хосе Села. Впоследствии он был избран членом Конгресса депутатов, нижней палаты Генеральных кортесов.
Занял должность генерального секретаря 26 июля 2014 года. Первый лидер ИСРП, избранный прямым голосованием рядовых членов партии. По итогам выборов 2015 года получил приглашение короля сформировать правительство, но не преуспел, равно как и после последовавших выборов 2016 года.
Воспользовавшись в качестве повода слабыми результатами ИСРП на выборах в Галисии и Стране Басков, часть верхушки партии технически сместила его с поста генсека 28 сентября 2016 года. Поначалу Санчес не признал легитимности этого «внутреннего переворота», тем не менее 1 октября он подал в отставку, а 29 октября сложил свои обязанности депутата Конгресса, когда его партия воздержалась, а не проголосовала против правоцентристского правительства меньшинства Мариано Рахоя. На новых выборах генерального секретаря 21 мая 2017 года Санчес вновь одержал победу (50,2 % голосов) над своим главным критиком из правого крыла партии Сусаной Диас (39,9 %) и Пачи Лопесом (9,9 %).

## Во главе правительства
1 июня 2018 года в парламенте состоялось голосование по вопросу доверия действующему премьер-министру Мариано Рахою, чья партия оказалась замешана в коррупционном скандале: 180 депутатов высказались за вотум недоверия, 169 — против, при одном воздержавшемся. На основании этого король Испании Филипп VI внёс кандидатуру лидера оппозиционной до этого времени ИСРП Педро Санчеса на должность нового главы правительства. 2 июня Санчес принёс присягу и официально возглавил правительство Испании. Будучи атеистом, Санчес принёс присягу не на Библии, а на Конституции.
25 ноября 2022 года Педро Санчес избран президентом Социалистического интернационала. Это произошло без голосования, путём аккламации во время конгресса в Мадриде. Он заменил бывшего премьер-министра Греции Георгиоса Папандреу-младшего, который остался почётным председателем.
16 ноября 2023 года Педро Санчес был переизбран на пост председателя правительства Испании, его кандидатуру поддержали 179 членов Конгресса депутатов — социалисты и их левые союзники, а также каталонские и баскские националисты.

## Награды
| Страна  | Дата              | Награда                                                                   | Награда                                                                   | Литеры |
| ------- | ----------------- | ------------------------------------------------------------------------- | ------------------------------------------------------------------------- | ------ |
| Испания | 2 июня 2018 —     | Великий канцлер ордена Карлоса III                                        | Великий канцлер ордена Карлоса III                                        |        |
| Чили    | 28 августа 2018 — | Медаль Сальвадора Альенде                                                 | Медаль Сальвадора Альенде                                                 |        |
| Боливия | 29 августа 2018 — | Кавалер цепи ордена Кондора Анд                                           | Кавалер цепи ордена Кондора Анд                                           |        |
| Перу    | 27 февраля 2019 — | Кавалер Большого креста ордена Солнца                                     | Кавалер Большого креста ордена Солнца                                     |        |
| Италия  | 16 ноября 2021 —  | Кавалер Большого креста ордена «За заслуги перед Итальянской Республикой» | Кавалер Большого креста ордена «За заслуги перед Итальянской Республикой» |        |
| Украина | 28 декабря 2023 — | Орден князя Ярослава Мудрого I степени                                    | Орден князя Ярослава Мудрого I степени                                    |        |

## Семья
Жена с 2006 года — Мария Бегонья Гомес Фернандес (исп. María Begoña Gómez Fernández), дочери Карлота (Carlota) и Аиноа (Ainhoa). Владеет французским и английским языками. Атеист.